# Matej Marin
Matej Marin   (Ptuj, 2 de juliol de 1980 - Wels, 5 de setembre de 2021) fou un ciclista eslovè, professional des del 2003 fins al 2015. En el seu palmarès destaquen algunes etapes de curses menors, la Banja Luka-Belgrad II de 2010 i el Gran Premi de Sarajevo de 2014. Una vegada retirat va exercir diferents tasques a l'equip Felbermayr Simplon Wels. Va morir el setembre de 2021 després d'una llarga malaltia.

## Palmarès
- 1999
  - Vencedor d'una etapa al Tour de Croàcia
- 2005
  - Vencedor d'una etapa a la Volta a Sèrbia
- 2006
  - Vencedor d'una etapa al Roine-Alps Isera Tour
- 2009
  - 1r al Tour de Voivodina I
- 2010
  - 1r a la Banja Luka-Belgrad II
- 2013
  - Vencedor d'una etapa l'Istrian Spring Trophy
- 2014
  - 1r al Gran Premi de Sarajevo